# Deutsche Schwimmmeisterschaften 1988
Die 100. Deutschen Meisterschaften im Schwimmen fanden vom 22. bis 26. Juli 1988 im Fächerbad in Karlsruhe statt.
| Disziplin           | Männer            | Männer            | Männer | Frauen                | Frauen           | Frauen |
| Disziplin           | Name              | Verein            | Zeit   | Name                  | Verein           | Zeit   |
| ------------------- | ----------------- | ----------------- | ------ | --------------------- | ---------------- | ------ |
| 50 m Freistil       | Stephan Güsgen    | Dormagen          |        | Christiane Pielke     | Hannover         |        |
| 100 m Freistil      | Thomas Fahrner    | Offenbach am Main |        | Christiane Pielke     | Hannover         |        |
| 200 m Freistil      | Michael Groß      | Offenbach am Main |        | Stephanie Ortwig      | Remscheid        |        |
| 400 m Freistil      | Rainer Henkel     | SV Rhenania Köln  |        | Stephanie Ortwig      | Remscheid        |        |
| 1500 m Freistil     | Rainer Henkel     | SV Rhenania Köln  |        |                       |                  |        |
| 50 m Brust          | Rolf Beab         | Dormagen          |        | Kerstin Badel         | Dormagen         |        |
| 100 m Brust         | Mark Warnecke     | Bochum            |        | Heike Esser           | SV Rhenania Köln |        |
| 200 m Brust         | Jens Beck         | Lahn-Eder         |        | Heike Esser           | SV Rhenania Köln |        |
| 50 m Rücken         | Frank Hoffmeister | Wuppertal         |        | Svenja Schlicht       | Hamburg          |        |
| 100 m Rücken        | Frank Hoffmeister | Wuppertal         |        | Svenja Schlicht       | Hamburg          |        |
| 200 m Rücken        | Frank Hoffmeister | Wuppertal         |        | Svenja Schlicht       | Hamburg          |        |
| 50 m Schmetterling  | Frank Henter      | Dortmund          |        | Uta Herrmann          | Bochum           |        |
| 100 m Schmetterling | Michael Groß      | Offenbach am Main |        | Ina Beyermann         | Hamburg          |        |
| 200 m Schmetterling | Michael Groß      | Offenbach am Main |        | Gabi Reha             | Karlsruhe        |        |
| 200 m Lagen         | Josef Hladký      | Heidelberg        |        | Birgit Schulz-Lohberg | Hamburg          |        |
| 400 m Lagen         | Jens-Peter Berndt | Hamburg           |        | Birgit Schulz-Lohberg | Hamburg          |        |